# Димитър Чукарски
Димитър Йорданов Чукарски е български икономист и политик от БЗНС-НС и РЗС. Бивш секретар и говорител на БЗНС-НС. Народен представител от парламентарната група на РЗС в XLI народно събрание.

## Биография
Димитър Чукарски е роден на 10 юни 1970 година в град Видин. По бащина линия произлиза от голям и влиятелен род от Грамада, обявен от комунистическия режим за кулашки. По майчина линия е от стар видински род. През 1989 година завършва със златен медал английската гиманзия в град Видин, а през 1993 година специалност „Право“ в СУ „Св. Климент Охридски“. От 1994 година е адвокат в Софийска адвокатска колегия. Специализира в Стопанска академия – Свищов, Унгария и САЩ.
Работил е като адвокат по граждански и търговски дела. В периода от 1995 до 1996 година е съветник на парламентарната група на Народен съюз - БЗНС, Демократическа партия в парламента. В правителството на България на Иван Костов е началник на кабинета на министъра на земеделието и горите (1997 – 2001).
На парламентарните избори през 2009 година е избран за народен представител от листата на РЗС в 10-и МИР Кюстендил. В XLI народно събрание е избран за Председател на комисията по Външна политика, отбрана и контрол на специалните служби. От 2013 година е председател на СД на Ломско пиво АД.
Женен с две деца.